# Zygmunt Zelwan

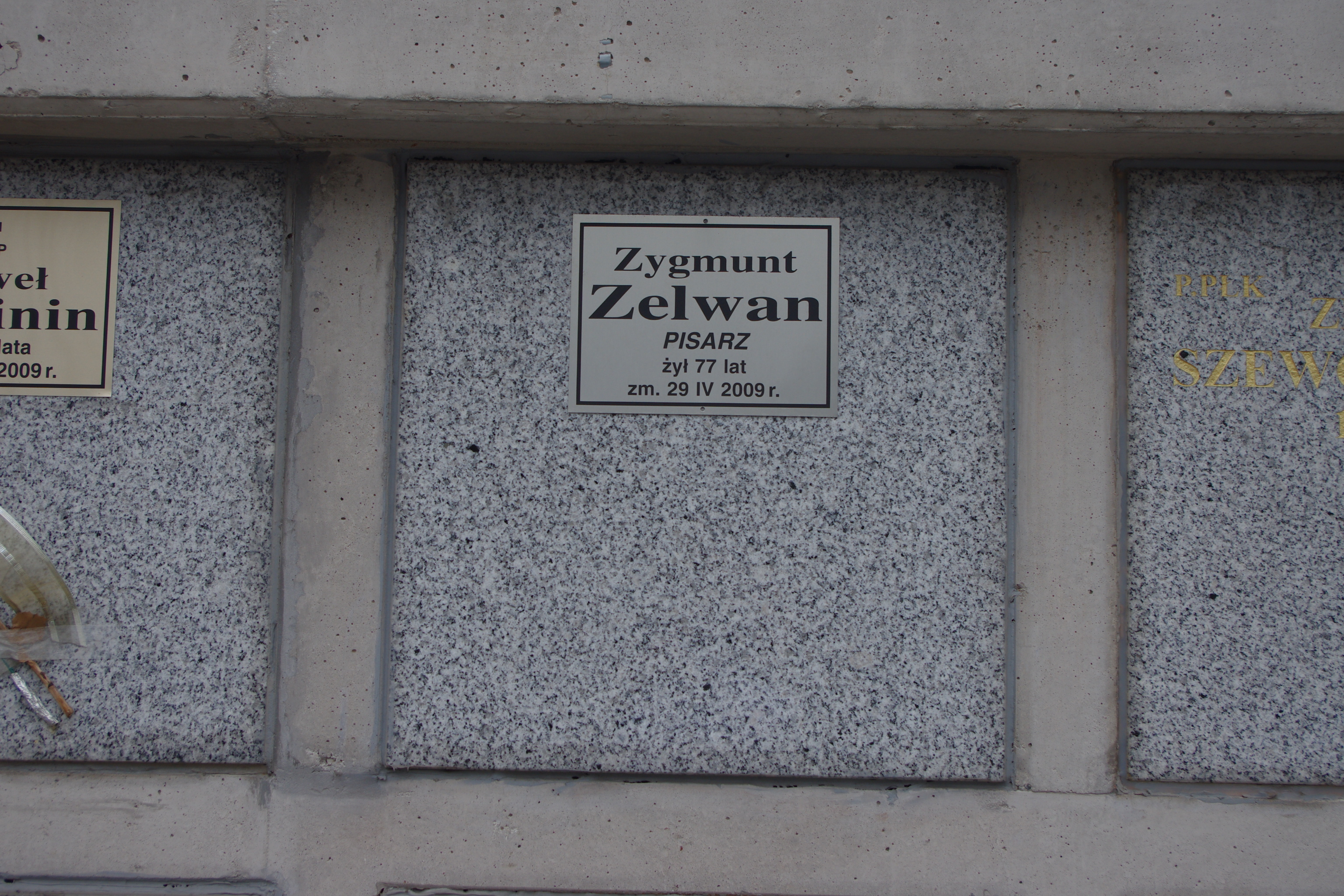
Grób pisarza Zygmunta Zelwana (1932–2009) na Cmentarzu Komunalnym Północnym w Warszawie

Zygmunt Zelwan, właśc. Zygmunt Kubielas (ur. 17 stycznia 1932 w Ślemieniu na Żywiecczyźnie, zm. 29 kwietnia 2009) – polski prozaik, dziennikarz i działacz społeczny.

## Życiorys
Był synem Stanisława Kubielasa, urzędnika pocztowego, i Eleonory z d. Gładysiewicz, nauczycielki. Egzamin dojrzałości złożył w 1950 r. w liceum w Gorlicach, następnie studiował fizykę na Wydziale Matematyczno-Fizycznym Wyższej Szkoły Pedagogicznej w Krakowie. Po uzyskaniu dyplomu w 1954 r. został skierowany do pracy jako kaowiec w hotelu robotniczym w Piastowie pod Warszawą, a od 1955 r. uczył fizyki w liceach po całym kraju. W 1960 r. zamieszkał w Koszalinie, gdzie był dziennikarzem (od 1964 r. – na stanowisku kierownika) tamtejszego oddziału wydawanego w Bydgoszczy dziennika "Ilustrowany Kurier Polski". W 1964 r. dokonał urzędowej zmiany nazwiska na "Zelwan".
Debiutował jako prozaik w 1962 roku na łamach krakowskiego tygodnika "Życie Literackie" opowiadaniem Urlop w lipcu (wcześniej, w 1951 r. debiutował w "Tygodniku Powszechnym" wierszem pt. Włóczęga). W latach 1960–1969 mieszkał w Koszalinie, zaś od 1969 roku w Warszawie.

## Twórczość
- Wieczór z Antonim
- Punkt widzenia
- Głowy w piasku
- Stan krytyczny
- Marionetki
- Dom sierot
- Gabriela